# Aelia Marcia Euphemia
Aelia Marcia Euphemia (periode 453 - 472) was de vrouw van de West-Romeinse keizer Anthemius en de enige dochter van de Oost-Romeinse keizer Marcianus. Ze had vijf kinderen, een dochter, Alypia en vier zonen, waaronder Marcianus (usurpator).

## Huwelijk met Anthemius
Rond 450 was magister militum Aspar de machtigste man in het Romeinse Rijk en hij verkoos bekwame militairen boven gehaaide politici. Hij arrangeerde het huwelijk van generaal Marcianus met weduwe-keizerin Aelia Pulcheria en even later het huwelijk van de dochter van keizer Marcianus met de bekwame generaal Anthemius. Zo bleef de band met de Theodosiaanse dynastie.
Door haar positie zou zij een belangrijk figuur worden in een poging de eenheid van het Romeinse Rijk te bewaren. Bij de dood van haar vader Marcianus in 457 waren naast haarzelf nog drie telgen over van de Theodosiaanse dynastie: Licinia Eudoxia en haar twee dochters, alle drie in gevangenschap in Carthago, hoofdstad van het Vandaalse Rijk. Een eerste poging hen met geweld te bevrijden eindigde in een catastrofe, de slag bij Cartagena.
Na het betalen van het nodige losgeld (de bruidsschat), liet Genserik Licinia Eudoxia en haar dochter Placidia, die verloofd was met de steenrijke Olybrius, naar Constantinopel vertrekken. De andere dochter, Eudocia, werd uitgehuwelijkt aan de zoon van Genserik, Huneric. Kort nadien stierf Licinia Eudoxia (462).
Aelia Marcia Euphemia en Placidia waren nog de enige troeven om het West-Romeinse Rijk te redden. Het naar voor schuiven van Anthemius als nieuwe keizer in het West-Romeinse Rijk werd gedwarsboomd door de sterke man in het Westen, Ricimer, die zijn eigen kandidaat Libius Severus naar voor schoof. Om de plooien glad te strijken, gaf Anthemius de hand van zijn dochter Alypia aan Ricimer en bij de dood van Libius Severus (467) werd Anthemius eindelijk keizer.
De eerste taak van Anthemius als nieuwe keizer was het uitschakelen van de Vandaal Genserik. Opnieuw eindigde dit in een fiasco, de slag bij Kaap Bon. Vanaf dan raakte Anthemius uit de gunst en hij werd in 472 geëxecuteerd. Intussen werd de ander overgebleven kandidaat Olybrius als nieuwe keizer naar voor geschoven. Deze bleef maar korte tijd aan de macht.
Van wat van Aelia Marcia Euphemia en haar dochter Alypia na 472 is geworden, zijn geen bronnen.